# هرم جوسر

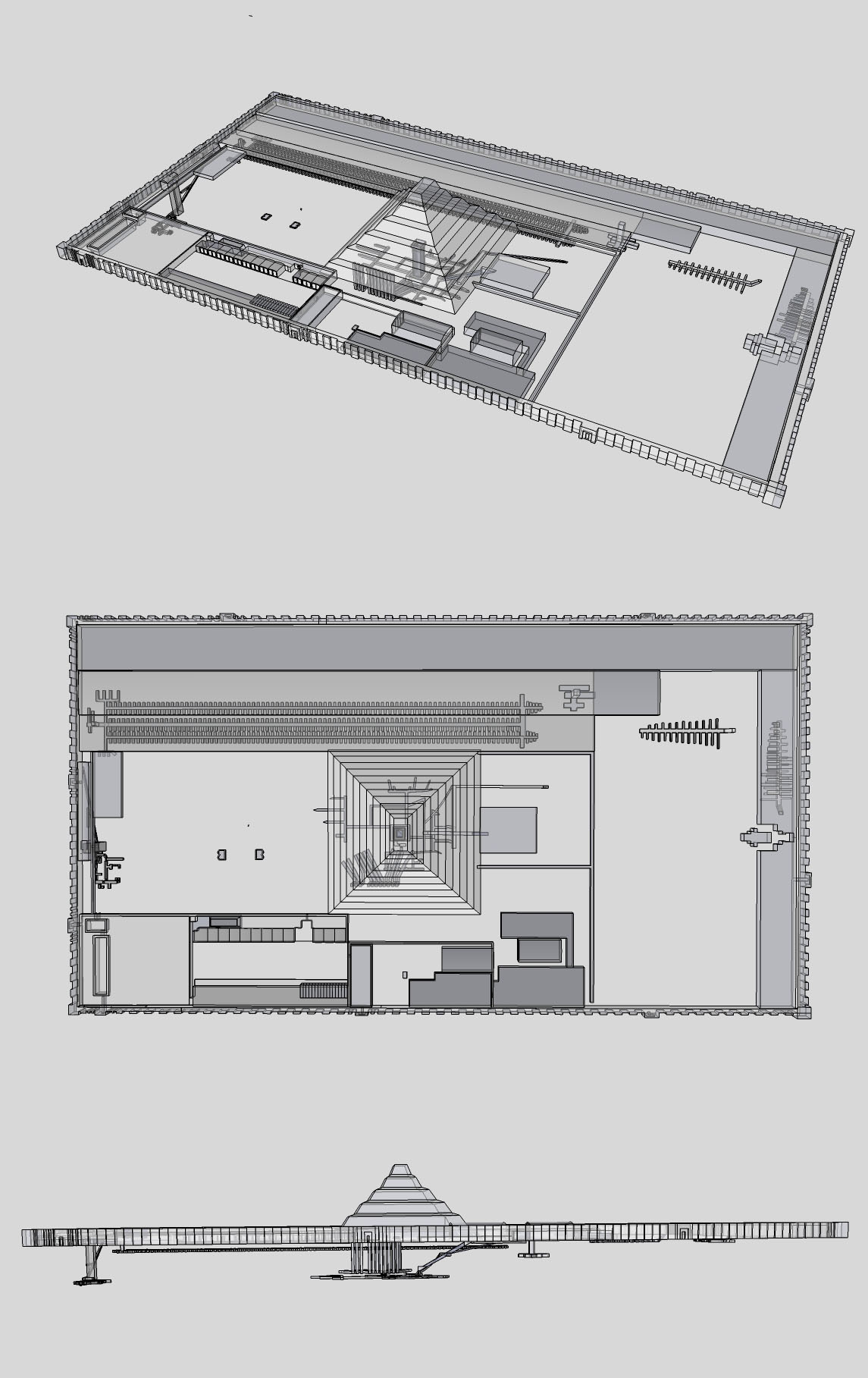

هرم جوسر (به انگلیسی: Pyramid of Djoser) یا هرم پلکانی (به انگلیسی: step pyramid) سازه‌ای باستانی در گورستان سقاره در مصر است که در شمال غربی شهر ممفیس قرار دارد. این هرم در سده ۲۷ام پیش از میلاد و به سال ۲۶۲۰ قبل از میلاد به عنوان مکانی برای به خاکسپاری فرعون جوسر توسط وزیرش ایمهوتپ ساخته شد. این هرم در مرکز مجموعه آرامگاهی بسیار بزرگی است که شامل سازه‌های آیینی و تزییناتی نیز می‌شود.
این هرم، که نخستین هرم مصری است، از شش مصطبه تشکیل شده که بر روی هم و با اندازهٔ کم‌شونده قرار گرفته‌اند. هرم در اصل ۶۲ متر ارتفاع داشت با زیربنایی برابر با ۱۰۹ × ۱۲۵ متر که با پوششی از سنگ آهک سفید رنگ پوشانده شده بود.
آرامگاه جوسر در هنگام ساخت از دهلیزی زیرزمینی تشکیل می‌شد که عمق آن از روی زمین ۲۷ متر بود. در این مقبره دو طبقه را با گرانیت سرخ پوشانده بودند. مدفن اصلی در طبقه زیرین قرار داشت. ورودی محل دفن، دریچه‌ای دایره‌ای شکل بود که بعد از مرگ جوسر آن را با تخته سنگی گرانیتی به وزن سه تن مسدود کردند.

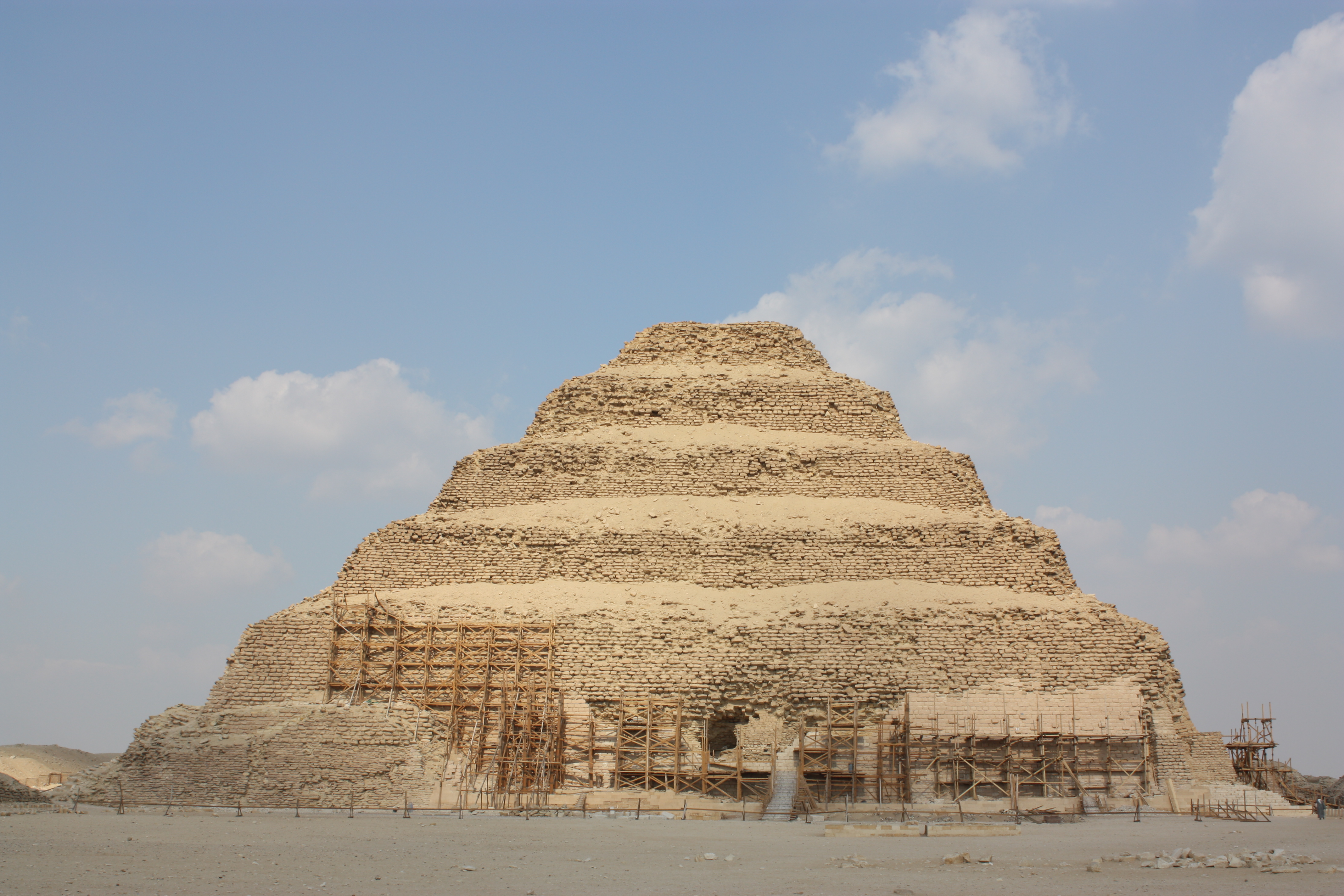
هرم پلکانی جوسر
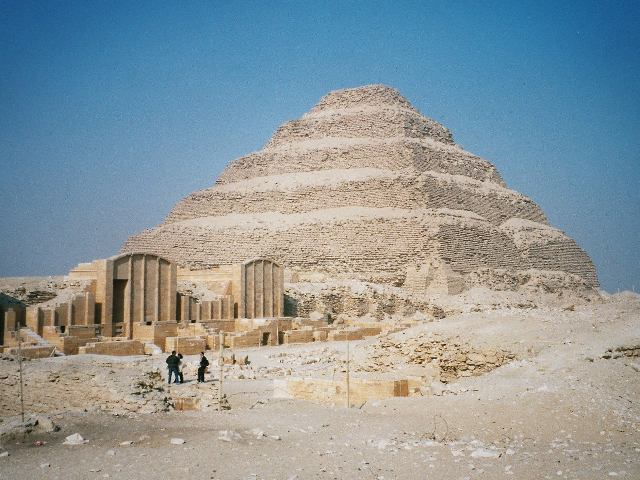
هرم جوسر به همراه مجموعه آرامگاهی